# Carretera Federal 45
La carretera federal 45, también conocida como carretera Panamericana, es una carretera mexicana que recorre el centro y norte de México, desde la frontera con los Estados Unidos en Ciudad Juárez, Chihuahua hasta la población de Santiago Yancuitlalpan, Huixquilucan siendo de las más importantes del país. Tiene una longitud de 1,920 km.
La carretera federal 45 recorre los estados de Chihuahua, Durango, Zacatecas, Aguascalientes, Jalisco, Guanajuato, Querétaro, Hidalgo, México y la Ciudad de México. Es una carretera a cargo del Gobierno Federal a través de la gestión de la Secretaría de Comunicaciones y Transportes (México). La custodia es responsabilidad de la Guardia Nacional, división Carreteras.
Las carreteras federales de México se designan con números impares para rutas norte-sur y con números pares para las rutas este-oeste. Las designaciones numéricas ascienden hacia el sur de México para las rutas norte-sur y ascienden hacia el este para las rutas este-oeste. Por lo tanto, la carretera federal 45, debido a su trayectoria de norte-sur, tiene la designación de número impar, y por estar ubicada en el centro y norte de México le corresponde la designación N.º 45.

## Intersecciones principales
Chihuahua
 Fed. 2 en Ciudad Juárez
 Fed. 10 en El Sueco
 Fed. 16 en Chihuahua
 Fed. 49 en Jiménez
 Fed. 24 en Parral
Durango
 Fed. 30 en La Zarca
 Fed. 34 en Coneto
 Fed. 23 en Guadalupe Aguilera
 Fed. 40 en Durango
Zacatecas
 Fed. 49 en San José de Lourdes
 Fed. 44 en Fresnillo
 Fed. 54 en Zacatecas
 Fed. 49 en Trancoso
 Fed. 71 en Luis Moya
Aguascalientes
 Fed. 22 en Rincón de Romos
 Fed. 71 en San Francisco de los Romo
 Fed. 70 en Aguascalientes
Jalisco
 Fed. 80 en Lagos de Moreno
Guanajuato
 Fed. 43 en Salamanca
 Fed. 43D en Valtierrilla
 Fed. 51 en Celaya
Querétaro
 Fed. 57 en Paso de Mata
Hidalgo
 Fed. 85 en Portezuelo